# William Liller
| 2449 Kenos | 8 de abril de 1978  | MPC |
| 3040 Kozai | 23 de enero de 1979 | MPC |

William Liller (1 de abril de 1927, Filadelfia - 28 de febrero de 2021) fue un astrónomo estadounidense, conocido por su investigación sobre "nebulosas planetarias, cometas, asteroides, actividad magnética en estrellas frías, la identificación óptica de fuentes de rayos X y astroarqueología".

## Biografía
Se matriculó en 1944 en el Harvard College, donde se graduó en 1949 con una licenciatura en astronomía, después de una interrupción de 11 meses debido a su servicio en la Marina de los Estados Unidos de julio de 1945 a junio de 1946. Obtuvo su doctorado en astronomía en 1953 de la Universidad de Míchigan. Su tesis de doctorado, supervisada por Lawrence H. Aller, se centró en las tasas de expansión de nebulosas planetarias centrales. Desde 1953 hasta 1960, Liller fue miembro junior del cuerpo docente de la Universidad de Míchigan. En la Universidad de Harvard, se convirtió en profesor titular en 1960 y en 1962 fue nombrado Profesor Robert Wheeler Willson de Astronomía Aplicada. Descubrió dos planetas menores, varias novas, el cúmulo estelar globular Liller 1 en Escorpio y el cometa C/1988 A1 (Liller).
Fue autor de varios libros populares sobre astronomía, miembro de la Unión Astronómica Internacional, la Sociedad Astronómica Estadounidense, la Academia Estadounidense de Artes y Ciencias y la AAVSO. También recibió una Beca Guggenheim en Ciencias Naturales. El planeta menor 3222 Liller lleva su nombre en su honor. En 1991 se publicó un festchrift en su honor.
En 1981, Liller renunció a la Universidad de Harvard y se convirtió en director asociado del Instituto Isaac Newton, con sede principal en las afueras orientales de Santiago de Chile. Mantuvo un pequeño pero bien equipado observatorio en Viña del Mar, a unos 120 kilómetros al oeste de Santiago. En 1986, la NASA financió una estancia de tres meses de Liller en la Isla de Pascua, donde instaló un pequeño observatorio para observar el Cometa Halley. Durante este tiempo, se fascinó con los antiguos templos de la isla y finalmente comenzó un programa de astroarqueología. Él y su tercera esposa chilena vivían en Reñaca, en una villa en lo alto de acantilados que daban al océano Pacífico. Fue vicepresidente de la Fundación Isla de Pascua y un experto en la antigua cultura Rapanui.
Entre sus estudiantes de doctorado se encuentran Christine Jones Forman y Debra Elmegreen.

## Publicaciones seleccionadas

### Artículos
- Gottlieb, E. W.; Wright, E. L.; Liller, W. (1975). «Optical studies of UHURU sources. XI. A probable period for Scorpius X-1 = V818 Sco». The Astrophysical Journal 195: L33. doi:10.1086/181703.
- Liller, W. (1977). «Searches for the optical counterparts of the X-ray burst sources MXB 1728-34 and MXB 1730-33». The Astrophysical Journal 213: L21. Bibcode:1977ApJ...213L..21L. doi:10.1086/182401.
- Bond, H. E.; Liller, W.; Mannery, E. J. (1978). «UU Sagittae - Eclipsing nucleus of the planetary nebula Abell 63». The Astrophysical Journal 223: 252. Bibcode:1978ApJ...223..252B. doi:10.1086/156257.
- Giacconi, R.; Bechtold, J.; Branduardi, G.; Forman, W.; Henry, J. P.; Jones, C.; Kellogg, E.; Van Der Laan, H.; Liller, W.; Marshall, H.; Murray, S. S.; Pye, J.; Schreier, E.; Sargent, W. L. W.; Seward, F.; Tananbaum, H. (1979). «A high-sensitivity X-ray survey using the Einstein Observatory and the discrete source contribution to the extragalactic X-ray background». The Astrophysical Journal 234: L1. Bibcode:1979ApJ...234L...1G. doi:10.1086/183099. hdl:1887/6390.
- Forman, W.; Schwarz, J.; Jones, C.; Liller, W.; Fabian, A. C. (1979). «X-ray observations of galaxies in the Virgo cluster». The Astrophysical Journal 234: L27-L31. Bibcode:1979ApJ...234L..27F. doi:10.1086/183103.
- Kowal, C. T.; Liller, W.; Marsden, B. G. (1979). «The Discovery and Orbit of (2060) Chiron». Symposium - International Astronomical Union 81: 245-250. S2CID 122886147. doi:10.1017/S007418090001281X.
- Kahler, S. et al. (1982). «Coordinated X-ray, optical, and radio observations of flaring activity on YZ Canis Minoris». The Astrophysical Journal 252: 239. Bibcode:1982ApJ...252..239K. doi:10.1086/159551.
- Liller, William (1989). «The Archaeoastronomy of Easter Island». Revista Mexicana de Astronomía y Astrofísica 19: 47-53. Bibcode:1989RMxAA..19...47L.

### Libros y folletos
- Liller, William; Mayer, Ben (23 de agosto de 1990). Cambridge Astronomy Guide. ISBN 9780521399159.
- Liller, William (30 de octubre de 1992). The Cambridge Guide to Astronomical Discovery. ISBN 9780521418393.[10]
- Liller, William (1993). The Ancient Solar Observatories of Rapanui: The Archaeoastronomy of Easter Island. ISBN 9781880636015.
- Rapahango, Ana Betty Haoa; Liller, William (1996). Speak Rapanui! : the language of Easter Island = ¡Hable rapanui! : la lengua de Isla de Pascua. Los Osos, California: Easter Island Foundation. ISBN 9781880636039; 133 pages : illustrations, map ; 14 x 22 cm.; folleto trilingüe de frases en diferentes idiomas[11]